# Porphyrinia sinuata
Porphyrinia sinuata là một loài bướm đêm trong họ Noctuidae.